# Ip Man 3
Ip Man 3 (Originaltitel: chinesisch 葉問3 / 叶问3, Pinyin Yè Wèn Sān, Jyutping Jip6 Man6 Saam1) ist ein chinesischer Martial-Arts-Film des Regisseurs Wilson Yip aus dem Jahr 2015. Der Film ist nach Ip Man (2008) und Ip Man 2 (2010) der dritte Teil in der Ip Man-Filmreihe und handelt, wie auch seine Vorgänger, vom Leben des chinesischen Kampfkünstlers und Großmeisters Yip Man, gespielt von Donnie Yen. 2019 folgte Ip Man 4: The Finale.
Der Film feierte am 16. Dezember 2015 Premiere in Hongkong, Kinostart in Deutschland war der 7. April 2016.

## Handlung
Der Wing-Chun-Großmeister Ip Man wohnt im Jahr 1959 zusammen mit seiner Frau Wing-Sing und seinem Sohn Ip Ching gemütlich in Hongkong. Als der Amerikaner Frank und seine Leute das Grundstück, auf dem Ip Chings Schule steht, übernehmen wollen, versucht Ip Man sie aufzuhalten. Mit der Hilfe von Cheung Tin-chi, einem begabten Wing-Chun-Kämpfer, und dem Vater von Ip Chings Mitschüler Cheung Fung macht er es sich zur Aufgabe, die Amerikaner zu stoppen und für Gerechtigkeit zu sorgen.
Cheung Tin-chi versucht ebenfalls eine Wing-Chun-Schule zu eröffnen, scheitert aber mangels finanzieller Mittel und dem fehlenden Respekt durch die anderen Meister Hongkongs. In der Hoffnung auf Geld und Respekt lässt er sich von Franks Männern anheuern und überfällt daraufhin Meister Tam in seinem Geschäft.
Als die von Frank angeheuerten Schläger mehrere Kinder entführen, um den Direktor der Schule zum Verkauf des Grundstückes zu zwingen, kämpfen Ip Man und Cheung Tin-chi, dessen Sohn ebenfalls entführt wurde, zusammen und befreien die Kinder. Die Polizei verhaftet Franks Männer. In der Zeitung wird groß über die Vorkommnisse berichtet, Cheung Tin-chi bleibt jedoch unerwähnt.
Währenddessen wird bei Ip Mans Frau Wing-Sing Krebs diagnostiziert, was sie anfangs jedoch noch verheimlicht, um Ip Man nicht zu belasten. Als Ip von der Erkrankung erfährt widmet er sich nur noch seiner Frau und verbringt viel Zeit mit ihr. Als beide im Krankenhaus von einem Schläger, welcher vorher von Frank angeheuert wurde, bedroht werden, kommt es zu einem Showdown, bei dem der Meister und Frank sich von Angesicht zu Angesicht gegenüber stehen. Frank erkennt die Kampfkunst Ip Mans an und verspricht, ihn von nun an in Ruhe zu lassen.
Cheung Tin-chi mietet sich von seinem Geld einen Schulungsraum und eröffnet seine eigene Wing-Chun Schule. Um sich Respekt zu verschaffen, kämpft er gegen die Großmeister des Kung-Fu und fordert Ip Man, dessen Kampfstil er als nicht authentisch anprangert, öffentlich heraus. Als Ip zum angekündigten Termin jedoch nicht auftaucht, sondern lieber Zeit mit seiner kranken Frau verbringt, wird Cheung ohne Kampf zum Großmeister des Wing-Chun ernannt. Ips Frau wünscht sich jedoch, vor ihrem Tod nochmals Ip kämpfen zu sehen; was als Übung beginnt, endet in einem Kampf zwischen Cheung und Ip. Cheung verliert den Kampf und gesteht seine Niederlage ein, Ip ist dies jedoch nicht wichtig – für ihn zählt einzig die Liebe zu seiner Frau.
In der Schlussszene wird erzählt, dass Ips Frau 1960 verstarb.

## Kritik
Der Film stieß bei Kritikern auf gemischte Reaktionen. Auf Rotten Tomatoes hält er eine Bewertung von 76 %, basierend auf 51 Kritiken und schmückt sich zudem mit dem „Certified Fresh“-Siegel der Seite.
Der Hollywood Reporter befand: „Wilson Yips raffinierte Inszenierung und seine kluge Verbindung von Dialog- und Kampfszenen erheben diesen Film über sein mittelmäßiges und nicht gut recherchiertes Drehbuch.“
Maggie Lee von der Zeitschrift Variety fand den Film zwar weniger offensiv nationalistisch als den zweiten Teil der Ip-Man-Reihe, ihr fehlten jedoch die „Menschlichkeit, der geniale kantonesische Humor und das visuelle Flair des ersten Films.“ Sie vergab 2,5 / 5 Sternen.

## Auszeichnungen
Hong Kong Film Awards 2016
- Auszeichnung in der Kategorie Bester Schnitt für Cheung Ka-fai
- Nominierung in der Kategorie Bester Film
- Nominierung in der Kategorie Bester Regisseur für Wilson Yip
- Nominierung in der Kategorie Bester Nebendarsteller für Zhang Jin
- Nominierung in der Kategorie Beste Kamera für Tse Chung To
- Nominierung in der Kategorie Beste Action Choreographie für Yuen Wo Ping
- Nominierung in der Kategorie Bestes Sound Design für Kinson Tsang und Yiu Chun Hin
- Nominierung in der Kategorie Beste Visual Effects für Raymond Leung Wai Man, Yee Kwok Leung, und Garrett K Lam

Asian Film Awards 2016
- Nominierung in der Kategorie Bester Hauptdarsteller für Donnie Yen
- Nominierung in der Kategorie Bester Nebendarsteller für Max Zhang
- Nominierung in der Kategorie Bestes Szenenbild für Ken Mak